# صانع محتوى مباشر
صانع محتوى مباشر (بالإنجليزية: Online streamer)‏ هو شخص يبث نفسه عبر الإنترنت من خلال بث مباشر أو فيديو مسجّل مسبقًا. تشمل أنواع البثوث ممارسة ألعاب الفيديو أو البرامج التعليمية أو الدردشات الفردية.

## تاريخ
نشأ البث كما هو معروف اليوم في أوائل عام 2010، حيث نشأ في مواقع مثل يوتيوب حيث يمكن للمستخدمين تحميل مقاطع فيديو لأنفسهم في شكل مدونات فيديو أو العاب. في حين أن كل المحتوى لم يكن مباشرًا، كان المستخدمون لا يزالون قادرين على كسب جمهور كبير وكسب لقمة العيش من المحتوى الخاص بهم. زادت المواقع الأخرى مثل تويتش من هذه الشعبية. نظرًا لملايين الدولارات التي يمكن أن يحققها المشاهدون، أصبح البث خيارًا وظيفيًا قابلاً للتطبيق للأفراد الذين لديهم شخصية أو مهارة.

## أصناف

### العاب الفيديو

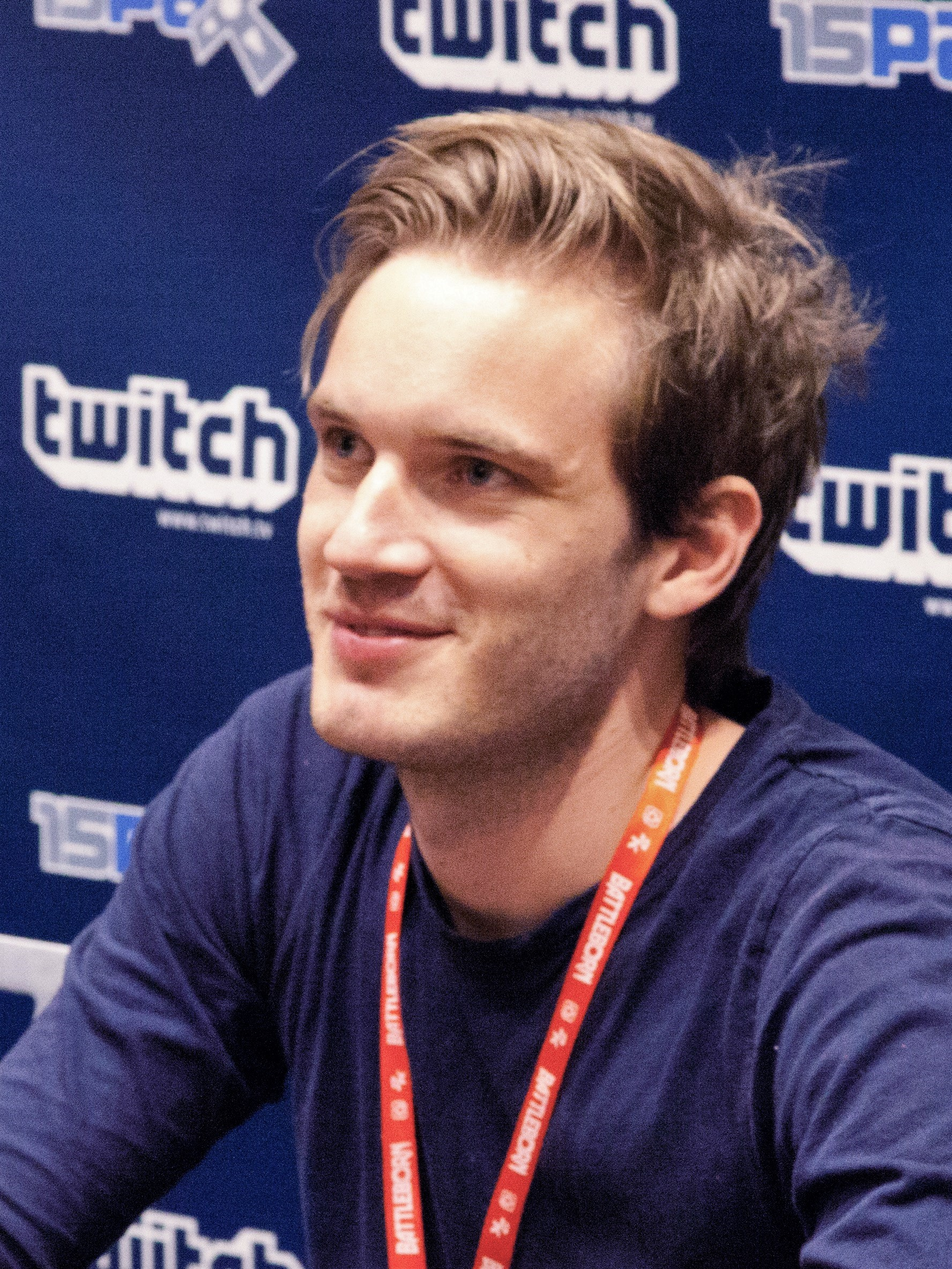
فليكس شالبرك، المعروف باسم بيودي باي، واحدة من أكبر صناع المحتوى المباشر لمقاطع الفيديو الخاصة به العاب وتعليق.

لقد كان لحقوق الالعاب أشهر نوع من البثوق المباشرة منذ بداية البث المباشر على الانترنيت. اليوم، يكسب غالبية القائمين على البث المباشر رزقهم من صنع محتوى مباشر للألعاب، وبثوث البطولات، والمقاطع الإرشادية لألعاب الفيديو. أكبر صناع محتوى ألعاب الفيديو هم بيوديباي ونينجا الذين يجنون ملايين الدولارات كل عام من البث فقط.

### بثوث الدردشة
في حين أن غالبية اللاعبين المحترفين وغير المتفرغين يلعبون ألعاب الفيديو، فإن الكثير منهم يقومون ببث دردشة (في الحياة الواقعية ) حيث يبثون حياتهم اليومية. في البداية، حظرت العديد من مواقع البث التدفقات المباشرة غير المخصصة للألعاب لأنها اعتقدت أنها ستضر بجودة المحتوى على مواقعها ولكن تزايد الطلب على المحتوى غير المخصص للألعاب. تشمل الموضوعات الإجابة على الأسئلة أمام الكمبيوتر، أو البث من هواتفهم أثناء المشي بالخارج، أو حتى القيام بدروس تعليمية. ببثوث دردشة هي بدائل للمشاهدين الذين لا يحبون بالضرورة ممارسة ألعاب الفيديو. الأكثر شعبية ببثوث الدردشة هو ايسو بيدسون الذي يقوم ببثوث السفر من أماكن مثل المملكة المتحدة والولايات المتحدة.[بحاجة لمصدر]

### البثوث إلباحي
البثوث الإباحية هي وسيلة للتواصل المباشر مع النجوم الإباحية. تبث المراة وهي عارية أو تقوم بأفعال جنسية في كثير من الأحيان بناءً على طلب المشاهدين. أنشأت مواقع مثل بلكس ستريم مكانًا مناسبًا عن طريق بث لاعبي ألعاب الفيديو الذين يقومون بأداء أو عرض محتوى جنسي بما في ذلك الألعاب الإباحية 